# Bodo von Borries
Bodo von Borries (Herford, 22 maggio 1905 – Aquisgrana, 17 luglio 1956) è stato un ingegnere tedesco, specializzato in ingegneria elettronica, nel 1939 portò a termine, con Ernst Ruska, la progettazione e la costruzione del microscopio elettronico, lo strumento il cui uso sistematico ha molto contribuito al progresso della biologia, della medicina, della chimica, della metallurgia, della cristallografia e di altri settori della scienza.

## Biografia
Borries fu il figlio di Franz von Borries, nato in Westfalia. Nel 1924 studiò costruzione di macchine alla TH Karlsruhe. Divenne membro della Corps Saxonia. Dal Wintersemester 1926/1927 studiò elettrotecnica alla Technische Universität Danzig, e dalla fine del 1928 alla Technische Universität München. Dall'aprile 1929 lavorò presso il laboratorio alte energie della Technische Universität Berlin e si laureò nel 1932. Fu per un anno assistente a Max Knoll, che inventò con Ernst Ruska nel 1931 il microscopio elettronico. Con Ruska si creò una forte amicizia.
Nel 1933 Borries entrò nell'ambito industriale, dove trovò occupazione alla RWE AG di Essen. Dal 1934 al 1937 fu responsabile del laboratorio degli apparati di sicurezza per le alte tensioni della Siemens-Schuckertwerke a Berlino. Da sua iniziativa nel 1937 iniziò lo sviluppo di un divisione di elettromicroscopia presso la Siemens & Halske AG di Berlino, dove lavorò assieme a Ruska. Nel 1937 sposò Hedwig Ruska, sorella di Ernst Ruska. Nel 1938 realizzarono il primo prototipo Siemens-Elektronenmikroskops, e un anno più tardi iniziò la produzione serie.
Dopo la seconda guerra mondiale nel 1948 fondò il Rheinisch-Westfälische Institut für Übermikroskopie di Düsseldorf, e nel 1949 fondò la Deutsche Gesellschaft für Elektronenmikroskopie. Divenne professore onorario alla Medizinische Akademie Düsseldorf, oggi Universität Düsseldorf. Nel 1953 divenne professore ordinario alla RWTH Aachen di optoelettronica e meccanica fine, dove lavorò fino alla morte nel 1956. Due anni prima fu presidente della International Federation of Electron Microskope Societies.

## Onorificenze
- 1941 Leibniz-Medaille (Berlino) d'argento della Preußische Akademie der Wissenschaften.

## Opere
- Werkverzeichnis u.a. von digitalisierten Veröffentlichungen mit Ernst Ruska, su ernstruska.digilibrary.de. URL consultato il 10 novembre 2015 (archiviato dall'url originale il 28 settembre 2007).
- B. v. Borries: Die Übermikroskopie – Einführung, Untersuchung ihrer Grenzen und Abriss ihrer Ergebnisse. Berlin 1949
- Lin Qing: Zur Frühgeschichte des Elektronenmikroskops. GNT-Verlag, Stuttgart 1995, ISBN 978-3-928186-02-5.